# Elatostema serra
Elatostema serra är en nässelväxtart som beskrevs av H. Winkl.. Elatostema serra ingår i släktet Elatostema och familjen nässelväxter. Inga underarter finns listade i Catalogue of Life.